# Mistrovství Evropy ve fotbale 2000 (soupisky)
Toto jsou soupisky jednotlivých států z Mistrovství Evropy ve fotbale 2000.
| Zlato              | Stříbro           | Bronz                 | Bronz                  |
| ------------------ | ----------------- | --------------------- | ---------------------- |
| Francie • Soupiska | Itálie • Soupiska | Nizozemsko • Soupiska | Portugalsko • Soupiska |

## Skupina A

### Anglie
Hlavní trenér: Kevin Keegan

| Jméno            | Datum narození     | Datum úmrtí | Klub                 |          |
| Brankáři         | Brankáři           | Brankáři    | Brankáři             | Brankáři |
| ---------------- | ------------------ | ----------- | -------------------- | -------- |
| David Seaman     | 19. září 1963      |             | Arsenal FC           |          |
| Nigel Martyn     | 11. srpna 1966     |             | Leeds United FC      |          |
| Richard Wright   | 5. listopadu 1977  |             | Ipswich Town FC      |          |
| Obránci          |                    |             |                      |          |
| Gary Neville     | 18. února 1975     |             | Manchester United FC |          |
| Phil Neville     | 21. ledna 1977     |             | Manchester United FC |          |
| Sol Campbell     | 18. září 1974      |             | Tottenham Hotspur FC |          |
| Tony Adams       | 10. října 1966     |             | Arsenal FC           |          |
| Martin Keown     | 24. července 1966  |             | Arsenal FC           |          |
| Gareth Southgate | 3. září 1970       |             | Aston Villa FC       |          |
| Gareth Barry     | 23. února 1981     |             | Aston Villa FC       |          |
| Záložníci        |                    |             |                      |          |
| David Beckham    | 2. května 1975     |             | Manchester United FC |          |
| Paul Scholes     | 16. listopadu 1974 |             | Manchester United FC |          |
| Steve McManaman  | 11. února 1972     |             | Real Madrid          |          |
| Paul Ince        | 21. října 1967     |             | Middlesbrough FC     |          |
| Steven Gerrard   | 30. května 1980    |             | Liverpool FC         |          |
| Dennis Wise      | 15. prosince 1966  |             | Chelsea FC           |          |
| Nick Barmby      | 11. února 1974     |             | Everton FC           |          |
| Útočníci         |                    |             |                      |          |
| Alan Shearer –   | 13. srpna 1970     |             | Newcastle United FC  |          |
| Michael Owen     | 14. prosince 1979  |             | Liverpool FC         |          |
| Emile Heskey     | 11. ledna 1978     |             | Liverpool FC         |          |
| Kevin Phillips   | 25. července 1973  |             | Sunderland AFC       |          |
| Robbie Fowler    | 9. dubna 1975      |             | Liverpool FC         |          |

### Německo
Hlavní trenér: Erich Ribbeck

| Jméno             | Datum narození     | Datum úmrtí | Klub                |          |
| Brankáři          | Brankáři           | Brankáři    | Brankáři            | Brankáři |
| ----------------- | ------------------ | ----------- | ------------------- | -------- |
| Oliver Kahn       | 15. června 1969    |             | FC Bayern Mnichov   |          |
| Jens Lehmann      | 10. listopadu 1969 |             | Borussia Dortmund   |          |
| Hans-Jörg Butt    | 28. května 1974    |             | Hamburger SV        |          |
| Obránci           |                    |             |                     |          |
| Markus Babbel     | 8. září 1972       |             | FC Bayern Mnichov   |          |
| Marko Rehmer      | 29. dubna 1972     |             | Hertha BSC          |          |
| Thomas Linke      | 26. prosince 1969  |             | FC Bayern Mnichov   |          |
| Jens Nowotny      | 11. ledna 1974     |             | Bayer 04 Leverkusen |          |
| Lothar Matthäus   | 21. března 1961    |             | MetroStars          |          |
| Christian Ziege   | 1. února 1972      |             | Middlesbrough FC    |          |
| Záložníci         |                    |             |                     |          |
| Marco Bode        | 23. července 1969  |             | Werder Brémy        |          |
| Mehmet Scholl     | 16. října 1970     |             | FC Bayern Mnichov   |          |
| Thomas Häßler     | 30. května 1966    |             | TSV 1860 München    |          |
| Michael Ballack   | 26. září 1976      |             | Bayer 04 Leverkusen |          |
| Dietmar Hamann    | 27. srpna 1973     |             | Liverpool FC        |          |
| Dariusz Wosz      | 8. června 1969     |             | Hertha BSC          |          |
| Jens Jeremies     | 5. března 1974     |             | FC Bayern Mnichov   |          |
| Sebastian Deisler | 5. ledna 1980      |             | Hertha BSC          |          |
| Carsten Ramelow   | 20. března 1974    |             | Bayer 04 Leverkusen |          |
| Útočníci          |                    |             |                     |          |
| Ulf Kirsten       | 4. prosince 1965   |             | Bayer 04 Leverkusen |          |
| Paulo Rink        | 12. února 1973     |             | Bayer 04 Leverkusen |          |
| Carsten Jancker   | 28. srpna 1974     |             | FC Bayern Mnichov   |          |
| Oliver Bierhoff – | 1. května 1968     |             | AC Milán            |          |

### Portugalsko
Hlavní trenér: Humberto Coelho

| Jméno             | Datum narození     | Datum úmrtí | Klub                   |          |
| Brankáři          | Brankáři           | Brankáři    | Brankáři               | Brankáři |
| ----------------- | ------------------ | ----------- | ---------------------- | -------- |
| Vítor Baía –      | 15. října 1969     |             | FC Porto               |          |
| Pedro Espinha     | 25. září 1965      |             | Vitória Guimarães      |          |
| Quim              | 13. listopadu 1975 |             | SC Braga               |          |
| Obránci           |                    |             |                        |          |
| Jorge Costa       | 4. října 1971      |             | FC Porto               |          |
| Rui Jorge         | 27. března 1973    |             | Sporting CP            |          |
| Fernando Couto    | 2. srpna 1969      |             | SS Lazio               |          |
| Dimas Teixeira    | 16. února 1969     |             | Standard Lutych        |          |
| Abel Xavier       | 30. listopadu 1972 |             | Everton FC             |          |
| Beto              | 3. května 1976     |             | Sporting CP            |          |
| Carlos Secretário | 12. května 1970    |             | FC Porto               |          |
| Záložníci         |                    |             |                        |          |
| José Luís Vidigal | 15. března 1973    |             | Sporting CP            |          |
| Paulo Sousa       | 30. srpna 1970     |             | Parma Calcio 1913      |          |
| Luís Figo         | 4. listopadu 1972  |             | FC Barcelona           |          |
| Rui Costa         | 29. března 1972    |             | ACF Fiorentina         |          |
| Sérgio Conceição  | 15. listopadu 1974 |             | SS Lazio               |          |
| Costinha          | 1. prosince 1974   |             | AS Monaco              |          |
| Paulo Bento       | 26. června 1969    |             | Real Oviedo            |          |
| Capucho           | 21. února 1972     |             | FC Porto               |          |
| Útočníci          |                    |             |                        |          |
| João Vieira Pinto | 19. srpna 1971     |             | Benfica Lisabon        |          |
| Ricardo Sá Pinto  | 10. října 1972     |             | Real Sociedad          |          |
| Pauleta           | 28. dubna 1973     |             | Deportivo de La Coruña |          |
| Nuno Gomes        | 5. července 1976   |             | Benfica Lisabon        |          |

### Rumunsko
Hlavní trenér: Emerich Jenei

| Jméno              | Datum narození    | Datum úmrtí                    | Klub                |          |
| Brankáři           | Brankáři          | Brankáři                       | Brankáři            | Brankáři |
| ------------------ | ----------------- | ------------------------------ | ------------------- | -------- |
| Bogdan Lobonț      | 18. ledna 1978    |                                | AFC Ajax            |          |
| Bogdan Stelea      | 5. prosince 1967  |                                | UD Salamanca        |          |
| Florin Prunea      | 8. srpna 1968     |                                | FC U Craiova 1948   |          |
| Obránci            |                   |                                |                     |          |
| Dan Petrescu       | 22. prosince 1967 |                                | Chelsea FC          |          |
| Liviu Ciobotariu   | 26. března 1971   |                                | Standard Lutych     |          |
| Iulian Filipescu   | 29. března 1974   |                                | Betis Sevilla       |          |
| Gheorghe Popescu   | 9. října 1967     |                                | Galatasaray SK      |          |
| Cristian Chivu     | 26. října 1980    |                                | AFC Ajax            |          |
| Miodrag Belodedici | 20. května 1964   |                                | FC Steaua București |          |
| Cosmin Contra      | 15. prosince 1975 |                                | Deportivo Alavés    |          |
| Záložníci          |                   |                                |                     |          |
| Constantin Gâlcă   | 8. března 1972    |                                | RCD Espanyol        |          |
| Dorinel Munteanu   | 25. června 1968   |                                | VfL Wolfsburg       |          |
| Gheorghe Hagi –    | 5. února 1965     |                                | Galatasaray SK      |          |
| Florentin Petre    | 15. ledna 1976    |                                | FC Dinamo București |          |
| Ioan Lupescu       | 9. prosince 1968  |                                | FC Dinamo București |          |
| Laurenţiu Roşu     | 26. října 1975    |                                | FC Steaua București |          |
| Eric Lincar        | 18. února 1974    |                                | FC Steaua București |          |
| Cătălin Hîldan     | 3. února 1976     | 5. října 2000 (ve věku 24 let) | FC Dinamo București |          |
| Útočníci           |                   |                                |                     |          |
| Adrian Mutu        | 8. ledna 1979     |                                | Inter Milán         |          |
| Viorel Moldovan    | 8. července 1972  |                                | FC Nantes           |          |
| Adrian Ilie        | 20. dubna 1974    |                                | Valencia CF         |          |
| Ionel Ganea        | 10. srpna 1973    |                                | VfB Stuttgart       |          |

## Skupina B

### Belgie
Hlavní trenér: Robert Waseige

| Jméno               | Datum narození    | Datum úmrtí | Klub                   |          |
| Brankáři            | Brankáři          | Brankáři    | Brankáři               | Brankáři |
| ------------------- | ----------------- | ----------- | ---------------------- | -------- |
| Filip De Wilde      | 5. července 1964  |             | RSC Anderlecht         |          |
| Geert De Vlieger    | 16. října 1971    |             | Willem II Tilburg      |          |
| Frédéric Herpoel    | 16. srpna 1974    |             | KAA Gent               |          |
| Obránci             |                   |             |                        |          |
| Eric Deflandre      | 2. srpna 1973     |             | Club Brugge KV         |          |
| Joos Valgaeren      | 3. března 1976    |             | Roda JC Kerkrade       |          |
| Lorenzo Staelens –  | 30. dubna 1964    |             | RSC Anderlecht         |          |
| Jacky Peeters       | 13. prosince 1969 |             | Arminia Bielefeld      |          |
| Philippe Léonard    | 12. února 1974    |             | AS Monaco              |          |
| Nico Van Kerckhoven | 14. prosince 1970 |             | FC Schalke 04          |          |
| Eric Van Meir       | 28. února 1968    |             | Lierse SK              |          |
| Marc Hendrikx       | 2. července 1974  |             | Racing Genk            |          |
| Záložníci           |                   |             |                        |          |
| Philippe Clement    | 22. března 1974   |             | Club Brugge KV         |          |
| Yves Vanderhaeghe   | 30. ledna 1970    |             | RE Mouscron            |          |
| Marc Wilmots        | 22. února 1969    |             | FC Schalke 04          |          |
| Bart Goor           | 9. dubna 1973     |             | RSC Anderlecht         |          |
| Johan Walem         | 1. února 1972     |             | Parma Calcio 1913      |          |
| Útočníci            |                   |             |                        |          |
| Émile Mpenza        | 4. července 1978  |             | FC Schalke 04          |          |
| Branko Strupar      | 9. února 1970     |             | Derby County FC        |          |
| Gert Verheyen       | 20. září 1970     |             | Club Brugge KV         |          |
| Luc Nilis           | 25. května 1967   |             | PSV Eindhoven          |          |
| Gilles de Bilde     | 9. června 1971    |             | Sheffield Wednesday FC |          |
| Mbo Mpenza          | 4. prosince 1976  |             | Sporting CP            |          |

### Itálie
Hlavní trenér: Dino Zoff

| Jméno                | Datum narození    | Datum úmrtí | Klub              |          |
| Brankáři             | Brankáři          | Brankáři    | Brankáři          | Brankáři |
| -------------------- | ----------------- | ----------- | ----------------- | -------- |
| Christian Abbiati    | 8. července 1977  |             | AC Milán          |          |
| Francesco Toldo      | 2. prosince 1971  |             | ACF Fiorentina    |          |
| Francesco Antonioli  | 14. září 1969     |             | AS Řím            |          |
| Obránci              |                   |             |                   |          |
| Ciro Ferrara         | 11. února 1967    |             | Juventus FC       |          |
| Paolo Maldini –      | 26. června 1968   |             | AC Milán          |          |
| Fabio Cannavaro      | 13. září 1973     |             | Parma Calcio 1913 |          |
| Paolo Negro          | 16. dubna 1972    |             | SS Lazio          |          |
| Gianluca Pessotto    | 11. srpna 1970    |             | Juventus FC       |          |
| Alessandro Nesta     | 19. března 1976   |             | SS Lazio          |          |
| Mark Iuliano         | 12. srpna 1973    |             | Juventus FC       |          |
| Záložníci            |                   |             |                   |          |
| Demetrio Albertini   | 23. srpna 1971    |             | AC Milán          |          |
| Angelo Di Livio      | 26. července 1966 |             | ACF Fiorentina    |          |
| Antonio Conte        | 31. července 1969 |             | Juventus FC       |          |
| Luigi Di Biagio      | 3. června 1971    |             | Inter Milán       |          |
| Massimo Ambrosini    | 29. května 1977   |             | AC Milán          |          |
| Gianluca Zambrotta   | 19. února 1977    |             | Juventus FC       |          |
| Stefano Fiore        | 17. dubna 1975    |             | Udinese Calcio    |          |
| Útočníci             |                   |             |                   |          |
| Filippo Inzaghi      | 9. srpna 1973     |             | Juventus FC       |          |
| Alessandro Del Piero | 9. listopadu 1974 |             | Juventus FC       |          |
| Vincenzo Montella    | 18. června 1974   |             | AS Řím            |          |
| Francesco Totti      | 27. září 1976     |             | AS Řím            |          |
| Marco Delvecchio     | 7. dubna 1973     |             | AS Řím            |          |

### Švédsko
Hlavní trenér: Lars Lagerbäck a Tommy Söderberg

| Jméno                | Datum narození     | Datum úmrtí | Klub                   |          |
| Brankáři             | Brankáři           | Brankáři    | Brankáři               | Brankáři |
| -------------------- | ------------------ | ----------- | ---------------------- | -------- |
| Magnus Hedman        | 19. března 1973    |             | Coventry City FC       |          |
| Magnus Kihlstedt     | 29. února 1972     |             | Brann Bergen           |          |
| Mattias Asper        | 20. března 1974    |             | AIK Stockholm          |          |
| Obránci              |                    |             |                        |          |
| Roland Nilsson       | 27. listopadu 1963 |             | Helsingborgs IF        |          |
| Patrik Andersson –   | 18. srpna 1971     |             | FC Bayern Mnichov      |          |
| Joachim Björklund    | 15. března 1971    |             | Valencia CF            |          |
| Teddy Lučić          | 15. dubna 1973     |             | AIK Stockholm          |          |
| Gary Sundgren        | 25. října 1967     |             | Real Zaragoza          |          |
| Tomas Gustafsson     | 7. května 1973     |             | Coventry City FC       |          |
| Olof Mellberg        | 3. září 1977       |             | Racing de Santander    |          |
| Záložníci            |                    |             |                        |          |
| Håkan Mild           | 4. června 1971     |             | IFK Göteborg           |          |
| Fredrik Ljungberg    | 16. dubna 1977     |             | Arsenal FC             |          |
| Niclas Alexandersson | 29. prosince 1971  |             | Sheffield Wednesday FC |          |
| Magnus Svensson      | 10. března 1969    |             | Brøndby IF             |          |
| Daniel Andersson     | 28. srpna 1977     |             | SSC Bari               |          |
| Anders Andersson     | 15. března 1974    |             | Aalborg Boldspilklub   |          |
| Johan Mjällby        | 9. února 1971      |             | Celtic FC              |          |
| Útočníci             |                    |             |                        |          |
| Jörgen Pettersson    | 29. května 1975    |             | 1. FC Kaiserslautern   |          |
| Yksel Osmanovski     | 24. února 1977     |             | SSC Bari               |          |
| Kennet Andersson     | 6. října 1967      |             | Bologna FC 1909        |          |
| Henrik Larsson       | 20. září 1971      |             | Celtic FC              |          |
| Marcus Allbäck       | 5. července 1973   |             | Örgryte IS             |          |

### Turecko
Hlavní trenér: Mustafa Denizli

| Jméno               | Datum narození    | Datum úmrtí | Klub              |          |
| Brankáři            | Brankáři          | Brankáři    | Brankáři          | Brankáři |
| ------------------- | ----------------- | ----------- | ----------------- | -------- |
| Rüştü Reçber        | 10. května 1973   |             | Fenerbahçe SK     |          |
| Ömer Çatkıç         | 15. ledna 1974    |             | Gaziantepspor     |          |
| Fevzi Tuncay        | 14. července 1977 |             | Beşiktaş JK       |          |
| Obránci             |                   |             |                   |          |
| Ogün Temizkanoğlu – | 6. října 1969     |             | Fenerbahçe SK     |          |
| Fatih Akyel         | 26. prosince 1977 |             | Galatasaray SK    |          |
| Alpay Özalan        | 29. května 1973   |             | Fenerbahçe SK     |          |
| Osman Özköylü       | 26. srpna 1971    |             | Trabzonspor       |          |
| Ergün Penbe         | 17. května 1972   |             | Galatasaray SK    |          |
| Hakan Ünsal         | 14. května 1973   |             | Galatasaray SK    |          |
| Ümit Davala         | 30. července 1973 |             | Galatasaray SK    |          |
| Záložníci           |                   |             |                   |          |
| Tayfur Havutçu      | 23. dubna 1970    |             | Beşiktaş JK       |          |
| Okan Buruk          | 19. října 1973    |             | Galatasaray SK    |          |
| Tugay Kerimoğlu     | 24. srpna 1970    |             | Rangers FC        |          |
| Sergen Yalçın       | 5. října 1972     |             | Galatasaray SK    |          |
| Tayfun Korkut       | 2. dubna 1974     |             | Fenerbahçe SK     |          |
| Suat Kaya           | 26. srpna 1967    |             | Galatasaray SK    |          |
| Muzzy Izzet         | 31. října 1974    |             | Leicester City FC |          |
| Ayhan Akman         | 23. února 1977    |             | Beşiktaş JK       |          |
| Abdullah Ercan      | 8. prosince 1971  |             | Fenerbahçe SK     |          |
| Útočníci            |                   |             |                   |          |
| Arif Erdem          | 2. ledna 1972     |             | Galatasaray SK    |          |
| Hakan Şükür         | 1. září 1971      |             | Galatasaray SK    |          |
| Oktay Derelioğlu    | 17. prosince 1975 |             | Gaziantepspor     |          |

## Skupina C

### Norsko
Hlavní trenér: Nils Johan Semb
| Jméno               | Datum narození     | Datum úmrtí | Klub                 |          |
| Brankáři            | Brankáři           | Brankáři    | Brankáři             | Brankáři |
| ------------------- | ------------------ | ----------- | -------------------- | -------- |
| Thomas Myhre        | 16. října 1973     |             | Everton FC           |          |
| Frode Olsen         | 12. října 1967     |             | Sevilla FC           |          |
| Morten Bakke        | 16. prosince 1968  |             | Molde FK             |          |
| Obránci             |                    |             |                      |          |
| André Bergdølmo     | 13. října 1971     |             | Rosenborg BK         |          |
| Bjørn Otto Bragstad | 5. ledna 1971      |             | Rosenborg BK         |          |
| Henning Berg –      | 1. září 1969       |             | Manchester United FC |          |
| Trond Andersen      | 6. ledna 1975      |             | Wimbledon FC         |          |
| Vegard Heggem       | 13. července 1975  |             | Liverpool FC         |          |
| Dan Eggen           | 13. ledna 1970     |             | Deportivo Alavés     |          |
| Stig Inge Bjørnebye | 11. prosince 1969  |             | Liverpool FC         |          |
| Záložníci           |                    |             |                      |          |
| Roar Strand         | 2. února 1970      |             | Rosenborg BK         |          |
| Erik Mykland        | 21. července 1971  |             | Panathinaikos FC     |          |
| Ståle Solbakken     | 27. února 1968     |             | Aalborg Boldspilklub |          |
| Kjetil Rekdal       | 6. listopadu 1968  |             | Vålerenga IF         |          |
| Bent Skammelsrud    | 18. května 1966    |             | Rosenborg BK         |          |
| John Arne Riise     | 24. září 1980      |             | AS Monaco            |          |
| Eirik Bakke         | 13. září 1977      |             | Leeds United FC      |          |
| Vidar Riseth        | 21. dubna 1972     |             | Celtic FC            |          |
| Útočníci            |                    |             |                      |          |
| Tore André Flo      | 15. června 1973    |             | Chelsea FC           |          |
| John Carew          | 5. září 1979       |             | Rosenborg BK         |          |
| Steffen Iversen     | 10. listopadu 1976 |             | Tottenham Hotspur FC |          |
| Ole Gunnar Solskjær | 26. února 1973     |             | Manchester United FC |          |

### Slovinsko
Hlavní trenér: Srečko Katanec

| Jméno            | Datum narození     | Datum úmrtí | Klub               |          |
| Brankáři         | Brankáři           | Brankáři    | Brankáři           | Brankáři |
| ---------------- | ------------------ | ----------- | ------------------ | -------- |
| Marko Simeunovič | 6. prosince 1967   |             | NK Maribor         |          |
| Mladen Dabanovič | 13. září 1971      |             | KSC Lokeren        |          |
| Dejan Nemec      | 1. března 1977     |             | NK Mura            |          |
| Obránci          |                    |             |                    |          |
| Spasoje Bulajič  | 24. listopadu 1975 |             | 1. FC Köln         |          |
| Željko Milinovič | 22. dubna 1976     |             | LASK Linz          |          |
| Darko Milanič –  | 18. prosince 1967  |             | SK Sturm Graz      |          |
| Marinko Galic    | 22. dubna 1970     |             | NK Maribor         |          |
| Aleksander Knavs | 5. prosince 1975   |             | Tirol Innsbruck    |          |
| Saša Gajser      | 11. února 1974     |             | KAA Gent           |          |
| Anton Žlogar     | 24. ledna 1977     |             | ND Gorica          |          |
| Amir Karic       | 31. prosince 1977  |             | NK Maribor         |          |
| Záložníci        |                    |             |                    |          |
| Džoni Novak      | 4. září 1969       |             | CS Sedan           |          |
| Aleš Čeh         | 7. dubna 1968      |             | Grazer AK          |          |
| Zlatko Zahovič   | 1. února 1971      |             | Olympiakos Pireus  |          |
| Miran Pavlin     | 8. října 1971      |             | Karlsruher SC      |          |
| Mladen Rudonja   | 26. července 1971  |             | St. Truiden        |          |
| Rudi Istenič     | 10. ledna 1971     |             | KFC Uerdingen 05   |          |
| Zoran Pavlovič   | 27. června 1976    |             | GNK Dinamo Záhřeb  |          |
| Útočníci         |                    |             |                    |          |
| Sašo Udovič      | 13. prosince 1968  |             | LASK Linz          |          |
| Ermin Šiljak     | 11. května 1973    |             | Servette FC        |          |
| Milenko Ačimovič | 15. února 1977     |             | Red Star Belgrade  |          |
| Milan Osterc     | 4. července 1975   |             | NK Olimpija Lublaň |          |

### Španělsko
Hlavní trenér: José Antonio Camacho

| Jméno               | Datum narození    | Datum úmrtí | Klub                   |          |
| Brankáři            | Brankáři          | Brankáři    | Brankáři               | Brankáři |
| ------------------- | ----------------- | ----------- | ---------------------- | -------- |
| Santiago Cañizares  | 18. prosince 1969 |             | Valencia CF            |          |
| Iker Casillas       | 20. května 1981   |             | Real Madrid            |          |
| José Molina         | 8. srpna 1970     |             | Atlético Madrid        |          |
| Obránci             |                   |             |                        |          |
| Míchel Salgado      | 22. října 1975    |             | Real Madrid            |          |
| Agustín Aranzabal   | 15. března 1973   |             | Real Sociedad          |          |
| Abelardo            | 19. dubna 1970    |             | FC Barcelona           |          |
| Fernando Hierro –   | 23. března 1968   |             | Real Madrid            |          |
| Sergi               | 28. prosince 1971 |             | FC Barcelona           |          |
| Paco                | 18. dubna 1970    |             | Real Zaragoza          |          |
| Juan Velasco        | 17. května 1977   |             | Celta de Vigo          |          |
| Záložníci           |                   |             |                        |          |
| Pep Guardiola       | 18. ledna 1971    |             | FC Barcelona           |          |
| Iván Helguera       | 28. března 1975   |             | Real Madrid            |          |
| Fran                | 14. července 1969 |             | Deportivo de La Coruña |          |
| Gerard              | 12. března 1979   |             | Valencia CF            |          |
| Vicente Engonga     | 20. října 1965    |             | RCD Mallorca           |          |
| Gaizka Mendieta     | 27. března 1974   |             | Valencia CF            |          |
| Juan Carlos Valerón | 17. června 1975   |             | Atlético Madrid        |          |
| Útočníci            |                   |             |                        |          |
| Pedro Munitis       | 19. června 1975   |             | Racing de Santander    |          |
| Raúl                | 27. června 1977   |             | Real Madrid            |          |
| Alfonso             | 26. září 1972     |             | Betis Sevilla          |          |
| Joseba Etxeberría   | 5. září 1977      |             | Athletic Bilbao        |          |
| Ismael Urzaiz       | 7. října 1971     |             | Athletic Bilbao        |          |

### Srbsko a Černá Hora
Hlavní trenér: Vujadin Boškov

| Jméno                | Datum narození     | Datum úmrtí                        | Klub                     |          |
| Brankáři             | Brankáři           | Brankáři                           | Brankáři                 | Brankáři |
| -------------------- | ------------------ | ---------------------------------- | ------------------------ | -------- |
| Milorad Korać        | 10. března 1969    |                                    | FK Obilić                |          |
| Željko Cicović       | 2. září 1970       |                                    | UD Las Palmas            |          |
| Ivica Kralj          | 26. března 1973    |                                    | PSV Eindhoven            |          |
| Obránci              |                    |                                    |                          |          |
| Ivan Dudić           | 13. února 1977     |                                    | FK Crvena zvezda         |          |
| Goran Đorović        | 11. listopadu 1971 |                                    | Celta de Vigo            |          |
| Miroslav Đukić       | 19. února 1966     |                                    | Valencia CF              |          |
| Siniša Mihajlović    | 20. února 1969     | 16. prosince 2022 (ve věku 53 let) | SS Lazio                 |          |
| Slobodan Komljenović | 2. ledna 1971      |                                    | 1. FC Kaiserslautern     |          |
| Nisa Saveljić        | 27. března 1970    |                                    | FC Girondins de Bordeaux |          |
| Goran Bunjevčević    | 17. února 1973     | 28. června 2018 (ve věku 45 let)   | FK Crvena zvezda         |          |
| Záložníci            |                    |                                    |                          |          |
| Slaviša Jokanović    | 16. srpna 1968     |                                    | Deportivo de La Coruña   |          |
| Dejan Stanković      | 11. září 1978      |                                    | SS Lazio                 |          |
| Vladimir Jugović     | 30. srpna 1969     |                                    | Inter Milán              |          |
| Dragan Stojković –   | 3. března 1965     |                                    | Nagoja Grampus           |          |
| Dejan Govedarica     | 2. října 1969      |                                    | RKC Waalwijk             |          |
| Jovan Stanković      | 4. března 1971     |                                    | RCD Mallorca             |          |
| Albert Nađ           | 29. října 1974     |                                    | Real Oviedo              |          |
| Útočníci             |                    |                                    |                          |          |
| Predrag Mijatović    | 19. ledna 1969     |                                    | ACF Fiorentina           |          |
| Savo Milošević       | 2. září 1973       |                                    | Real Zaragoza            |          |
| Ljubinko Drulović    | 11. září 1968      |                                    | FC Porto                 |          |
| Darko Kovačević      | 18. listopadu 1973 |                                    | Juventus FC              |          |
| Mateja Kežman        | 12. dubna 1979     |                                    | FK Partizan              |          |

## Skupina D

### Česko
Hlavní trenér: Jozef Chovanec
| Jméno             | Datum narození     | Datum úmrtí                        | Klub                   |          |
| Brankáři          | Brankáři           | Brankáři                           | Brankáři               | Brankáři |
| ----------------- | ------------------ | ---------------------------------- | ---------------------- | -------- |
| Pavel Srniček     | 10. března 1968    | 29. prosince 2015 (ve věku 47 let) | Sheffield Wednesday FC |          |
| Ladislav Maier    | 4. ledna 1966      |                                    | SK Rapid Vídeň         |          |
| Jaromír Blažek    | 29. prosince 1972  |                                    | AC Sparta Praha        |          |
| Obránci           |                    |                                    |                        |          |
| Tomáš Řepka       | 2. ledna 1974      |                                    | ACF Fiorentina         |          |
| Milan Fukal       | 16. května 1975    |                                    | AC Sparta Praha        |          |
| Jiří Novotný      | 7. dubna 1970      |                                    | AC Sparta Praha        |          |
| Karel Rada        | 2. března 1971     |                                    | SK Slavia Praha        |          |
| Petr Gabriel      | 17. května 1973    |                                    | AC Sparta Praha        |          |
| Záložníci         |                    |                                    |                        |          |
| Radoslav Látal    | 6. ledna 1970      |                                    | FC Schalke 04          |          |
| Pavel Nedvěd      | 30. srpna 1972     |                                    | SS Lazio               |          |
| Petr Vlček        | 18. října 1973     |                                    | SK Slavia Praha        |          |
| Jiří Němec –      | 15. května 1966    |                                    | FC Schalke 04          |          |
| Karel Poborský    | 30. března 1972    |                                    | Benfica Lisabon        |          |
| Tomáš Rosický     | 4. října 1980      |                                    | AC Sparta Praha        |          |
| Radek Bejbl       | 29. srpna 1972     |                                    | Atlético Madrid        |          |
| Pavel Horváth     | 22. dubna 1975     |                                    | SK Slavia Praha        |          |
| Marek Jankulovski | 9. května 1977     |                                    | FC Baník Ostrava       |          |
| Patrik Berger     | 10. listopadu 1973 |                                    | Liverpool FC           |          |
| Útočníci          |                    |                                    |                        |          |
| Pavel Kuka        | 19. července 1968  |                                    | VfB Stuttgart          |          |
| Jan Koller        | 30. března 1973    |                                    | RSC Anderlecht         |          |
| Vratislav Lokvenc | 27. září 1973      |                                    | AC Sparta Praha        |          |
| Vladimír Šmicer   | 24. května 1973    |                                    | Liverpool FC           |          |

### Dánsko
Hlavní trenér: Bo Johansson

| Jméno               | Datum narození     | Datum úmrtí | Klub                 |          |
| Brankáři            | Brankáři           | Brankáři    | Brankáři             | Brankáři |
| ------------------- | ------------------ | ----------- | -------------------- | -------- |
| Peter Schmeichel –  | 18. listopadu 1963 |             | Sporting CP          |          |
| Thomas Sørensen     | 12. června 1976    |             | Sunderland AFC       |          |
| Peter Kjær          | 5. listopadu 1965  |             | Silkeborg IF         |          |
| Obránci             |                    |             |                      |          |
| Michael Schjønberg  | 19. ledna 1967     |             | 1. FC Kaiserslautern |          |
| René Henriksen      | 27. srpna 1969     |             | Panathinaikos FC     |          |
| Jes Høgh            | 7. května 1966     |             | Chelsea FC           |          |
| Jan Heintze         | 17. srpna 1963     |             | PSV Eindhoven        |          |
| Thomas Helveg       | 24. června 1971    |             | AC Milán             |          |
| Søren Colding       | 2. září 1972       |             | Brøndby IF           |          |
| Martin Laursen      | 26. července 1977  |             | Hellas Verona FC     |          |
| Záložníci           |                    |             |                      |          |
| Allan Nielsen       | 13. března 1971    |             | Tottenham Hotspur FC |          |
| Jesper Grønkjær     | 12. srpna 1977     |             | AFC Ajax             |          |
| Martin Jørgensen    | 6. října 1975      |             | Udinese Calcio       |          |
| Brian Steen Nielsen | 28. prosince 1968  |             | Akademisk Boldklub   |          |
| Stig Tøfting        | 14. srpna 1969     |             | MSV Duisburg         |          |
| Bjarne Goldbæk      | 6. října 1968      |             | Fulham FC            |          |
| Morten Bisgaard     | 25. června 1974    |             | Udinese Calcio       |          |
| Thomas Gravesen     | 11. března 1976    |             | Hamburger SV         |          |
| Útočníci            |                    |             |                      |          |
| Jon Dahl Tomasson   | 29. srpna 1976     |             | Feyenoord            |          |
| Ebbe Sand           | 19. července 1972  |             | FC Schalke 04        |          |
| Miklos Molnar       | 10. dubna 1970     |             | Sporting Kansas City |          |
| Mikkel Beck         | 12. května 1973    |             | Aalborg Boldspilklub |          |

### Francie
Hlavní trenér: Roger Lemerre

| Jméno              | Datum narození     | Datum úmrtí | Klub                     |          |
| Brankáři           | Brankáři           | Brankáři    | Brankáři                 | Brankáři |
| ------------------ | ------------------ | ----------- | ------------------------ | -------- |
| Bernard Lama       | 7. dubna 1963      |             | Paris Saint-Germain FC   |          |
| Fabien Barthez     | 28. června 1971    |             | Manchester United FC     |          |
| Ulrich Ramé        | 19. září 1972      |             | FC Girondins de Bordeaux |          |
| Obránci            |                    |             |                          |          |
| Vincent Candela    | 24. října 1973     |             | AS Řím                   |          |
| Bixente Lizarazu   | 9. prosince 1969   |             | FC Bayern Mnichov        |          |
| Laurent Blanc      | 19. listopadu 1965 |             | Inter Milán              |          |
| Marcel Desailly    | 7. září 1968       |             | Chelsea FC               |          |
| Lilian Thuram      | 1. ledna 1972      |             | Parma Calcio 1913        |          |
| Frank Leboeuf      | 22. ledna 1968     |             | Chelsea FC               |          |
| Záložníci          |                    |             |                          |          |
| Patrick Vieira     | 23. června 1976    |             | Arsenal FC               |          |
| Youri Djorkaeff    | 9. března 1968     |             | 1. FC Kaiserslautern     |          |
| Didier Deschamps – | 15. října 1968     |             | Chelsea FC               |          |
| Zinédine Zidane    | 23. června 1972    |             | Juventus FC              |          |
| Robert Pirès       | 29. října 1973     |             | Olympique Marseille      |          |
| Johan Micoud       | 24. července 1973  |             | FC Girondins de Bordeaux |          |
| Emmanuel Petit     | 22. září 1970      |             | Arsenal FC               |          |
| Christian Karembeu | 3. prosince 1970   |             | Real Madrid              |          |
| Útočníci           |                    |             |                          |          |
| Nicolas Anelka     | 14. března 1979    |             | Real Madrid              |          |
| Thierry Henry      | 17. srpna 1977     |             | Arsenal FC               |          |
| Sylvain Wiltord    | 10. května 1974    |             | FC Girondins de Bordeaux |          |
| David Trézéguet    | 15. října 1977     |             | AS Monaco                |          |
| Christophe Dugarry | 24. března 1972    |             | FC Girondins de Bordeaux |          |

### Nizozemsko
Hlavní trenér: Frank Rijkaard

| Jméno                    | Datum narození     | Datum úmrtí | Klub                   |          |
| Brankáři                 | Brankáři           | Brankáři    | Brankáři               | Brankáři |
| ------------------------ | ------------------ | ----------- | ---------------------- | -------- |
| Edwin van der Sar        | 29. října 1970     |             | Juventus FC            |          |
| Ed de Goey               | 20. prosince 1966  |             | Chelsea FC             |          |
| Sander Westerveld        | 23. října 1974     |             | Liverpool FC           |          |
| Obránci                  |                    |             |                        |          |
| Michael Reiziger         | 3. května 1973     |             | FC Barcelona           |          |
| Jaap Stam                | 17. července 1972  |             | Manchester United FC   |          |
| Frank de Boer –          | 15. května 1970    |             | FC Barcelona           |          |
| Giovanni van Bronckhorst | 5. února 1975      |             | Rangers FC             |          |
| Bert Konterman           | 14. ledna 1971     |             | Feyenoord              |          |
| Arthur Numan             | 14. prosince 1969  |             | Rangers FC             |          |
| Záložníci                |                    |             |                        |          |
| Boudewijn Zenden         | 15. srpna 1976     |             | FC Barcelona           |          |
| Clarence Seedorf         | 1. dubna 1976      |             | Inter Milán            |          |
| Phillip Cocu             | 29. října 1970     |             | FC Barcelona           |          |
| Edgar Davids             | 13. března 1973    |             | Juventus FC            |          |
| Marc Overmars            | 29. března 1973    |             | Arsenal FC             |          |
| Paul Bosvelt             | 26. března 1970    |             | Feyenoord              |          |
| Ronald de Boer           | 15. května 1970    |             | FC Barcelona           |          |
| Aron Winter              | 1. března 1967     |             | AFC Ajax               |          |
| Útočníci                 |                    |             |                        |          |
| Patrick Kluivert         | 1. července 1976   |             | FC Barcelona           |          |
| Dennis Bergkamp          | 10. května 1969    |             | Arsenal FC             |          |
| Peter van Vossen         | 21. dubna 1968     |             | Feyenoord              |          |
| Pierre van Hooijdonk     | 29. listopadu 1969 |             | Vitesse                |          |
| Roy Makaay               | 9. března 1975     |             | Deportivo de La Coruña |          |